# Liste der Kulturdenkmäler in Eßweiler
In der Liste der Kulturdenkmäler in Eßweiler sind alle Kulturdenkmäler der rheinland-pfälzischen Ortsgemeinde Eßweiler aufgeführt. Grundlage ist die Denkmalliste des Landes Rheinland-Pfalz (Stand: 6. September 2022).

## Denkmalzonen
| Bezeichnung                                 | Lage                                     | Baujahr                 | Beschreibung | Bild                           |
| ------------------------------------------- | ---------------------------------------- | ----------------------- | --- | ------------------------------ |
| Denkmalzone Sprengelburg                    | nördlich des Ortes Lage                  | 13. und 14. Jahrhundert | 13. und 14. Jahrhundert, im 14. Jahrhundert zerstört, 1978/79 moderner Wiederaufbau über alten Fundamenten, Wehrmauer auf quadratischem Grundriss, Rundturm                                             | weitere Bilder Fotos hochladen |
| Denkmalzone Arbeiterkolonie Schneeweiderhof | westlich des Ortes am Herrmannsberg Lage | 1922–24                 | Wohngebäude für die Steinbrucharbeiter, zwei- und dreigeschossige Heimatstilbauten aus Basaltbruchstein, rückwärtig Hof und Ziegenställe, 1922–24, Architekten Heinrich Mattar und Eduard Scheler, Köln | weitere Bilder Fotos hochladen |

## Einzeldenkmäler
| Bezeichnung            | Lage                     | Baujahr | Beschreibung | Bild                           |
| ---------------------- | ------------------------ | ------- | --- | ------------------------------ |
| Protestantische Kirche | Läppchen 1 Lage          | 1733    | barocker Saalbau, 1733, Turm mit Zeltdach, 1865, Architekt Johann Schmeisser, Kusel; Orgel von E.F. Walcker & Cie. Ludwigsburg aus dem Jahr 1869                                     | weitere Bilder Fotos hochladen |
| Brunnen                | Läppchen, bei Nr. 1 Lage | 1857    | steinerner Laufbrunnen, 1857 | Fotos hochladen                |
| Kriegerdenkmal         | Läppchen, bei Nr. 1 Lage | 1927    | Kriegerdenkmal 1914/18 und 1939/45, Brunnenanlage, 1927, von Karl Dick, Kaiserslautern, nach 1945 erweitert                                                                          | Fotos hochladen                |
| Getreidemühle          | Mühlgasse 15 Lage        | 1870    | ehemalige Getreidemühle; eingeschossiger sandsteingegliederter Putzbau über oberirdischem Keller, 1870; mit technischer Ausstattung der 1920/30er Jahre und Turbine der 1950er Jahre | Fotos hochladen                |